# Dirty Mind Tour
 (septembre 2012).
Si vous disposez d'ouvrages ou d'articles de référence ou si vous connaissez des sites web de qualité traitant du thème abordé ici, merci de compléter l'article en donnant les références utiles à sa vérifiabilité et en les liant à la section « Notes et références ».
Tournées par Prince
Prince Tour
(1979-1980) Controversy Tour
(1981-1982)
Le Dirty Mind Tour est la deuxième tournée de concerts de Prince, elle fait la promotion surtout de son troisième album Dirty Mind. La tournée a commencé le 4 décembre 1980 et s'est terminée le 11 octobre 1981.

## Histoire
La tournée servit surtout de promotion au troisième Dirty Mind et deuxième album Prince de Prince. C'est aussi la première fois Prince collabora avec sa nouvelle pianiste Lisa Coleman qui remplaçait Gayle Chapman partie la tournée précédente. Elle ne supporta pas que Prince joue le chef et sentit que les paroles de certaines chansons étaient en contradiction avec ses propres croyances religieuses. Après la tournée, le groupe sera encore plus appauvri en raison du départ du bassiste André Cymone. Cymone laissera apparaître une certaine rancune envers Prince à qui il reprochait de ne pas dire qu'il avait composé certaines des chansons apparaissant sur son album. Mais certains affirmèrent clairement qu'il voulait simplement lancer sa propre carrière.
À part cela, Prince put grâce à la tournée mettre à jour son choix vestimentaire. Après avoir été informé par ses dirigeants qu'il ne pouvait pas porter des pantalons en spandex avec les sous-vêtements, Prince commença à se produire avec un trench-coat long, noir hautes bottes à talons et des jambières, et brièvement bikini troncs juste.

## Composition du groupe
- Prince – chants, guitare
- Dez Dickerson – guitare
- André Cymone – basse
- Matt Fink – claviers
- Lisa Coleman – claviers, piano
- Bobby Z. – batterie

## Programme
1. Do It All Night
2. Why You Wanna Treat Me So Bad?
3. Gotta Broken Heart Again
4. Jack U Off
5. When You Were Mine
6. Gotta Stop (Messin' About)
7. Sexy Dancer
8. Sister
9. Still Waiting
10. Partyup
11. Head
12. Dirty Mind
13. Uptown

## [1]Date des concerts
Pendant la tournée Prince et son groupe donnèrent trois concerts en Europe, à Amsterdam, Londres et Paris.
Le concert de Paris était initialement prévu à 21 h, mais Prince et son groupe ont eu un incident technique dû au retard de l'avion transportant leurs instruments. La majorité du public est donc partie, croyant le concert annulé malgré les demandes d'attente des producteurs. Prince et son groupe arrivèrent finalement vers minuit soit avec trois heures de retard, et le show finit vers 2h du matin. Le public partant de 1500 a compté finalement une centaine de personnes. Essentiellement des journalistes, des musiciens et amateurs de R&B. Prince commença tout de même par s'excuser du retard. Malgré cet incident pénible pour tous, les journalistes présents notèrent le concert comme très réussi. Il fit plus tard l'objet d'une sortie en VHS.
| #                    | Date             | Ville          | Pays       | Salle                                    | Audience |
| -------------------- | ---------------- | -------------- | ---------- | ---------------------------------------- | -------- |
| Dirty Mind Tour 1980 |                  |                |            |                                          |          |
| 1                    | 4 décembre 1980  | Buffalo        | États-Unis | Shea's Buffalo                           | 3 200    |
| 2                    | 5 décembre 1980  | Washington     | États-Unis | Warner Theatre                           | 2 000    |
| 3                    | 7 décembre 1980  | Raleigh        | États-Unis | Raleigh Civic Center                     | 2 500    |
| 4                    | 9 décembre 1980  | New York       | États-Unis | The Ritz                                 | 1 400    |
| 5                    | 11 décembre 1980 | Charleston     | États-Unis | Gaillard Municipal Auditorium            | 1 300    |
| 6                    | 12 décembre 1980 | Chattanooga    | États-Unis | Soldiers and Sailors Memorial Auditorium | 3 500    |
| 7                    | 13 décembre 1980 | Nashville      | États-Unis | Tennessee Theater                        | 2 500    |
| 8                    | 14 décembre 1980 | Atlanta        | États-Unis | Fox Theatre                              | 4 500    |
| 9                    | 18 décembre 1980 | Memphis        | États-Unis | Ellis Auditorium                         | 10 000   |
| 10                   | 19 décembre 1980 | Baton Rouge    | États-Unis | Centroplex                               | 1 900    |
| 11                   | 20 décembre 1980 | Détroit        | États-Unis | Cobo Arena                               | 10 000   |
| 12                   | 26 décembre 1980 | Chicago        | États-Unis | Uptown Theater                           | 2 300    |
| Dirty Mind Tour 1981 |                  |                |            |                                          |          |
| 13                   | 9 mars 1981      | Minneapolis    | États-Unis | Sam’s                                    | 1 500    |
| 14                   | 10 mars 1981     | Chicago        | États-Unis | Park West                                | 850      |
| 15                   | 11 mars 1981     | Détroit        | États-Unis | Royal Oak Music Theatre                  | 1 700    |
| 16                   | 11 mars 1981     | Détroit        | États-Unis | Royal Oak Music Theatre                  | 1 700    |
| 17                   | 13 mars 1981     | Atlanta        | États-Unis | Agora Ballroom                           | 1 300    |
| 18                   | 15 mars 1981     | Virginia Beach | États-Unis | Rogue's                                  | 1 500    |
| 19                   | 17 mars 1981     | Boston         | États-Unis | The Channel                              | 1 300    |
| 20                   | 18 mars 1981     | Cherry Hill    | États-Unis | Emerald City                             | 1 000    |
| 21                   | 20 mars 1981     | Ypsilanti      | États-Unis | EMU Bowen Field House                    | 300      |
| 22                   | 21 mars 1981     | Baltimore      | États-Unis | Civic Center                             | 4 000    |
| 23                   | 22 mars 1981     | New York       | États-Unis | The Ritz                                 | 1 500    |
| 24                   | 24 mars 1981     | Chicago        | États-Unis | Park West                                | 500      |
| 25                   | 24 mars 1981     | Chicago        | États-Unis | Park West                                | 500      |
| 26                   | 26 mars 1981     | Denver         | États-Unis | Rainbow Music Hall                       | 1 000    |
| 27                   | 29 mars 1981     | San Francisco  | États-Unis | The Stone                                | 700      |
| 28                   | 31 mars 1981     | Los Angeles    | États-Unis | Flipper's                                | 1 500    |
| 29                   | 3 avril 1981     | San Antonio    | États-Unis | Majestic Theater                         | 2 300    |
| 30                   | 4 avril 1981     | Dallas         | États-Unis | McFarlin Memorial Auditorium             | 2 000    |
| 31                   | 5 avril 1981     | Houston        | États-Unis | UH-Hofheinz Pavilion                     | 10 000   |
| 32                   | 6 avril 1981     | New Orleans    | États-Unis | Saenger Performing Arts Center           | 2 736    |
| 33                   | 5 octobre 1981   | Minneapolis    | États-Unis | Sam's                                    | 1 500    |
| 34                   | 9 octobre 1981   | Los Angeles    | États-Unis | Memorial Coliseum                        | 90 000   |
| 35                   | 11 octobre 1981  | Los Angeles    | États-Unis | Memorial Coliseum                        | 90 000   |

## [1]Box Office
| Salle                                    | Ville          | Tickets Vendus            | Revenu Brut $                |
| ---------------------------------------- | -------------- | ------------------------- | ---------------------------- |
| Shea's Buffalo                           | Buffalo        | 3 200 / 3 200 (100 %)     | 27 200 $                     |
| Warner Theatre                           | Washington     | 2 000 / 2 000 (100 %)     | 17 000 $                     |
| Raleigh Civic Center                     | Raleigh        | 2 500 / 2 500 (100 %)     | 21 250 $                     |
| The Ritz                                 | New York       | 2 800 / 2 800 (100 %)     | 14 000 X 2 = 28 000 $        |
| Gaillard Municipal Auditorium            | Charleston     | 1 300 / 1 300 (100 %)     | 13 000 $                     |
| Soldiers and Sailors Memorial Auditorium | Chattanooga    | 3 500 / 3 500 (100 %)     | 35 000 $                     |
| Tennessee Theater                        | Nashville      | 2 500 / 2 500 (100 %)     | 20 000 $                     |
| Fox Theatre                              | Atlanta        | 4 500 / 4 500 (100 %)     | 45 000 $                     |
| Ellis Auditorium                         | Memphis        | 10 000 / 10 000 (100 %)   | 100 000 $                    |
| Centroplex                               | Baton Rouge    | 1 900 / 1 900 (100 %)     | 19 000 $                     |
| Cobo Arena                               | Détroit        | 10 000 / 12 000 (83 %)    | 100 000 $                    |
| Uptown Theater                           | Chicago        | 2 300 / 2 300 (100 %)     | 24 150 $                     |
| Sam’s                                    | Minneapolis    | 3 000 / 3 000 (100 %)     | 9 750 X 2 = 19 500 $         |
| Park West                                | Chicago        | 850 / 850 (100 %)         | 8 500 $                      |
| Royal Oak Music Theatre                  | Détroit        | 3 400 / 3 400 (100 %)     | 17 000 X 2 = 34 000 $        |
| Agora Ballroom                           | Atlanta        | 1 300 / 1 300 (100 %)     | 8 450 $                      |
| Rogue's                                  | Virginia Beach | 1 500 / 1 500 (100 %)     | 12 750 $                     |
| The Channel                              | Boston         | 1 300 / 1 300 (100 %)     | 11 050 $                     |
| Emerald City                             | Cherry Hill    | 1 000 / 1 000 (83 %)      | 8 500 $                      |
| EMU Bowen Field House                    | Ypsilanti      | 300 / 300 (100 %)         | 3 000 $                      |
| Civic Center                             | Baltimore      | 4 000 / 4 000 (100 %)     | 40 000 $                     |
| Park West                                | Chicago        | 1 500 / 1 500 (100 %)     | 6937 X 2 = 13 875 $          |
| Rainbow Music Hall                       | Denver         | 1 000 / 1 000 (100 %)     | 7 500 $                      |
| The Stone                                | San Francisco  | 700 / 700 (100 %)         | 6 475 $                      |
| Flipper's                                | Los Angeles    | 1 500 / 1 500 (100 %)     | 13 500 $                     |
| Majestic Theater                         | San Antonio    | 2 300 / 2 300 (100 %)     | 20 700 $                     |
| McFarlin Memorial Auditorium             | Dallas         | 2 000 / 2 000 (100 %)     | 19 000 $                     |
| UH-Hofheinz Pavilion                     | Houston        | 10 000 / 10 000 (100 %)   | 90 000 $                     |
| Saenger Performing Arts Center           | New Orleans    | 2 736 / 2 736 (100 %)     | 24 624 $                     |
| Memorial Coliseum                        | Los Angeles    | 180 000 / 180 000 (100 %) | (Concert de Rollings Stones) |
| TOTAL                                    | TOTAL          | 285 586 / 287 586 (99 %)  | 791 024 $                    |